# Aislante acústico
Aislar implica impedir que un sonido penetre en un medio, o que salga de él; por eso, la función de los materiales aislantes, dependiendo de donde estén, puede ser o bien, reflejar la mayor parte de la energía que reciben (en el exterior), o sino, por el contrario, absorberla.
A pesar de ello, hay que diferenciar entre aislamiento acústico y absorción acústica:
- El aislamiento acústico permite proporcionar una protección al recinto contra la penetración del ruido, al tiempo, que evita que el sonido salga hacia el exterior.
- En cambio, la absorción acústica, lo que pretende es mejorar la propia acústica del recinto, controlando el tiempo de reverberación, etc. A esta técnica se le conoce también como acondicionamiento acústico.

## Materiales
Los materiales aislantes son, generalmente, malos absorbentes, ya que su misión es reflejar el sonido que le llega. Los materiales aislantes suelen ser más densos y rígidos (plomo, hormigón, acero, etc.), mientras que los absorbentes son más porosos para absorber y retener las ondas sonoras (lana de roca o de vidrio, poliuretano, etc.) Un material absorbente colocado en el espacio cerrado entre dos tabiques paralelos mejora el aislamiento que ofrecerían dichos tabiques por sí solos.
No se puede decir que existan aislantes acústicos específicos, como existen aislantes térmicos específicos.

## Mecanismo
La capacidad de aislamiento acústico de un determinado elemento constructivo, fabricado con uno o más materiales, es su capacidad de atenuar el sonido que lo atraviesa. La atenuación o pérdida de transmisión sonora de un determinado material se define como la diferencia entre la potencia acústica incidente y el nivel de potencia acústica que atraviesa el material.
La pérdida de transmisión sonora depende de la frecuencia, del tamaño del tabique o pared y de la absorción del recinto receptor. El hecho de que la atenuación sonora dependa de múltiples factores hace que no se pueda decir, con propiedad, que existan materiales aislantes acústicos.
El aislamiento acústico de un elemento plano se determina en laboratorio, produciendo un sonido en una de sus caras y midiendo el sonido trasmitido en la otra. El resultado se expresa en decibelios (dB). Este resultado, si aparece reflejado en las especificacines técnicas del material, lo hace bajo la nomenclatura de capacidad de aislamiento y tiene que hacer referencia a un espesor/espesores concretos.

## Técnicas de aislamiento
El aislamiento acústico se consigue principalmente por la masa de los elementos constructivos en aquellos casos en que la densidad de los materiales supere los 300 kg/m3. Sólo en este caso será de aplicación la ley de masas y sus fórmulas para determinar la capacidad de aislamiento acústico del material. Por otra parte,  una disposición adecuada de materiales puede mejorar el aislamiento acústico hasta niveles superiores a los que, la suma del aislamiento individual de cada elemento, pudiera alcanzar. Cuando se realiza un acondicionamiento acústico, no sólo hay que prestar atención a las paredes y suelos del recinto, sino a los pequeños detalles. Una junta entre dos paneles mal sellada, una puerta que no encaja, etc., pueden restar eficacia al aislamiento.

### Selección de materiales
Los materiales que podemos encontrar para realizar el aislamiento acústico pueden ser:
- El plomo es el mejor aislante de todos ya que aísla del sonido y de las vibraciones. Sin embargo actualmente está prohibido su utilización, por lo que se utilizan láminas pesadas y flexibles fabricadas a base de caucho, betún, asfalto, EPDM, etc.

- Los materiales usados generalmente en la construcción como hormigón, terrazo, acero, etc. son lo suficientemente rígidos y no porosos como para ser buenos aislantes gracias a que se rigen por la ley de masas.

- También actúan como un gran y eficaz aislante acústico, las cámaras de aire (un espacio de aire hermético) entre paredes. Si se agrega, además, material absorbente en el espacio entre los tabiques (por ejemplo, lana de roca o lana de vidrio), el aislamiento mejora todavía más. Para un efectivo aislamiento acústico, apenas es importante la densidad del material absorbente instalado en la cámara. Lo realmente importante es que la resistividad al flujo de aire (AFr) de dicho material sea mayor de 5 kPa.s/m². Cumpliendo este parámetro se obtienen los mismos resultados de aislamiento acústico independientemente de la densidad de la lana mineral utilizada.

De hecho, el Catálogo de Elementos Constructivos del CTE (de España) la densidad no es un parámetro a tener en cuenta y sólo se exige para el cumplimiento de los valores expresados dicho valor de AFr.
- El caucho y los elastómeros son materiales capaces de amortiguar el sonido.